# シャルロッテ・ブラバンティナ・ファン・ナッサウ

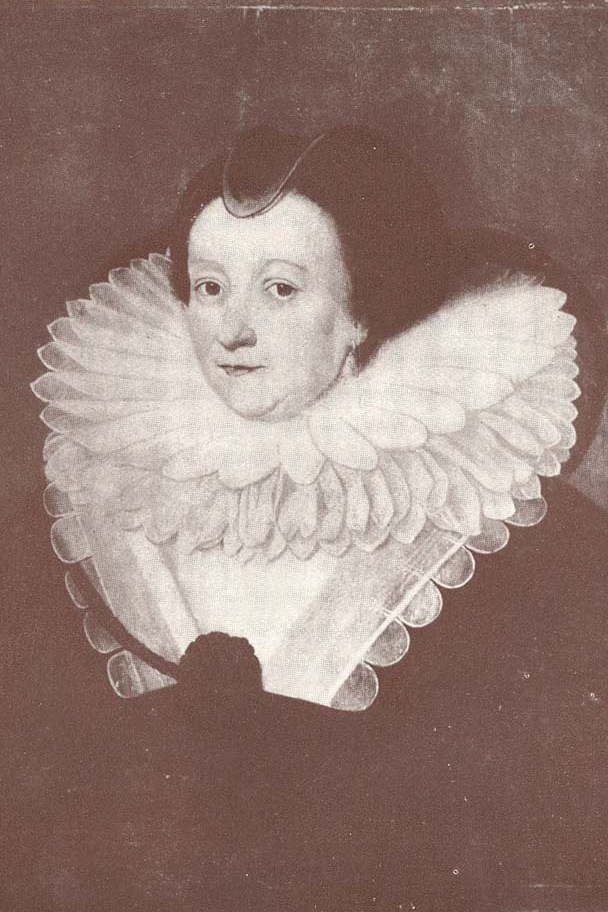
シャルロッテ・ブラバンティナ

シャルロッテ・ブラバンティナ・ファン・ナッサウ（Charlotte Brabantina van Nassau, 1580年9月17日 アントウェルペン - 1631年8月 シャトー＝ルナール）は、オラニエ公ウィレム1世（沈黙公）の娘で、フランス貴族のトゥアール公クロード・ド・ラ・トレモイユの妻。

## 生涯
ホラント州その他の総督を務めるウィレム1世と、その3番目の妻でモンパンシエ公ルイ3世の娘であるシャルロット・ド・ブルボンの間の6人の娘たちのうちの五女として生まれた。母が1582年に早世し、父が1584年に暗殺された後は、姉妹と共に継母のルイーズ・ド・コリニーに養育された。
1594年、継母ルイーズはシャルロッテ・ブラバンティナと次姉エリーザベト・フランドリカを連れてパリに赴き、姉妹とフランスの有力諸侯との縁組をまとめた。エリーザベトは1595年ブイヨン公爵アンリ・ド・ラ・トゥール・ドーヴェルニュに嫁いだ。1598年3月11日、今度はシャルロッテ・ブラバンティナが、ブイヨン公の従弟にあたるトゥアール公爵クロードと結婚した。
フランスのユグノー勢力にとって、シャルロッテ・ブラバンティナが持つオラニエ公家とのつながりは、外交的に重要な切り札の一つだった。彼女は夫がビロン公爵の反国王の陰謀に巻き込まれるのを防ぎ、アンリ4世王に対する忠誠を示した。
シャルロッテ・ブラバンティナは大変な美人として知られ、姉妹たちは彼女を「la belle Brabant（ラ・ベル・ブラバン、「美人のブラバン」）」というあだ名で呼んでいた。1604年、結婚して6年で夫と死別し若くして未亡人となった後は、同じくフランスに嫁いでいた次姉エリーザベト・フランドリカの住むスダン公領の宮廷にしばしば滞在した。1619年、姉妹はルイ13世王の勧めにより、互いの息子と娘を結婚させた。1628年、息子がカトリックに改宗するとこれに反発し、母子関係には亀裂が走った。
シャルロッテ・ブラバンティナは夫の残した領地・財産を経営して成功を収めたが、1605年子供のないまま死んだ親類のラヴァル伯ギー20世の遺産を継承した後は、その領地・財産を倍加させることができた。公爵未亡人はトゥアールおよびヴィトレのユグノー派教会の後援者であった。

## 子女
夫との間に4子をもうけた。
- アンリ（1598年 - 1674年） - トゥアール公
- シャルロット（1599年 - 1664年） - 1626年イングランド貴族の第7代ダービー伯爵ジェームズ・スタンリーと結婚
- エリザベート（1601年 - 1604年）
- フレデリック（1602年 - 1642年） - ブノン伯・ラヴァル伯